# Cryptostylis ovata
Cryptostylis ovata är en orkidéart som beskrevs av Robert Brown. Cryptostylis ovata ingår i släktet Cryptostylis, och familjen orkidéer. Inga underarter finns listade i Catalogue of Life.